# Gümüşpınar, Orhaneli
Gümüşpınar là một xã thuộc huyện Orhaneli, tỉnh Bursa, Thổ Nhĩ Kỳ. Dân số thời điểm năm 2011 là 1.413 người.